# Superprestige 2003-2004
Navigation
2002-2003 2004-2005
Le Superprestige 2003-2004 est la 22e édition du Superprestige, compétition qui se déroule entre le 19 octobre 2003 et le 21 février 2004 et composée de huit manches pour les élites hommes, espoirs et juniors ayant lieu en Belgique, aux Pays-Bas et en France. Toutes les épreuves font partie du calendrier de la saison de cyclo-cross masculine 2003-2004. Les classements sont remportés par le Belge Bart Wellens chez les élites, par ses compatriotes Wesley Van Der Linden chez les espoirs et Niels Albert chez les juniors.

## Barème
Les 20 premiers de chaque course marquent des points pour le classement général suivant le tableau suivant :
| Position           | 1er | 2e | 3e | 4e | 5e | 6e | 7e | 8e | 9e | 10e | 11e | 12e | 13e | 14e | 15e | 16e | 17e | 18e | 19e | 20e |
| Classement général | 30  | 25 | 21 | 18 | 16 | 15 | 14 | 13 | 12 | 11  | 10  | 9   | 8   | 7   | 6   | 5   | 4   | 3   | 2   | 1   |

## Hommes élites

### Résultats
| # | Date        | Lieu                                                     | Vainqueur           | Deuxième        | Troisième           | Leader du classement général |
| - | ----------- | -------------------------------------------------------- | ------------------- | --------------- | ------------------- | ---------------------------- |
| 1 | 19 octobre  | Ruddervoorde (Cyclo-cross de Ruddervoorde)               | Bart Wellens        | Sven Nys        | Sven Vanthourenhout | Bart Wellens                 |
| 2 | 2 novembre  | Sint-Michielsgestel (Cyclo-cross de Sint-Michielsgestel) | Sven Nys            | Bart Wellens    | Sven Vanthourenhout | Bart Wellens / Sven Nys      |
| 3 | 23 novembre | Gavere (Cyclo-cross d'Asper-Gavere)                      | Bart Wellens        | Erwin Vervecken | Sven Nys            | Bart Wellens                 |
| 4 | 30 novembre | Gieten (Cyclo-cross de Gieten)                           | Bart Wellens        | Tom Vannoppen   | Sven Nys            | Bart Wellens                 |
| 5 | 25 décembre | Diegem (Cyclo-cross de Diegem)                           | Bart Wellens        | Mario De Clercq | Erwin Vervecken     | Bart Wellens                 |
| 6 | 25 janvier  | Hoogstraten (Vlaamse Aardbeiencross)                     | Erwin Vervecken     | Tom Vannoppen   | Bart Wellens        | Bart Wellens                 |
| 7 | 8 février   | Raismes (Cyclo-cross Porte du Hainaut)                   | Sven Vanthourenhout | Bart Wellens    | Maxime Lefebvre     | Bart Wellens                 |
| 8 | 21 février  | Vorselaar (GP Fidea)                                     | Sven Nys            | Maxime Lefebvre | Erwin Vervecken     | Bart Wellens                 |

### Classement général
| Pos | Coureur             | Points |
| --- | ------------------- | ------ |
| 1   | Bart Wellens        | 191    |
| 2   | Sven Nys            | 176    |
| 3   | Erwin Vervecken     | 145    |
| 4   | Sven Vanthourenhout | 140    |
| 5   | Tom Vannoppen       | 129    |
| 6   | Ben Berden          | 122    |
| 7   | Peter Van Santvliet | 101    |
| 8   | Maxime Lefebvre     | 99     |
| 9   | Richard Groenendaal | 95     |
| 10  | Arne Daelmans       | 90     |

## Hommes espoirs

### Résultats
| # | Date        | Lieu                                                     | Vainqueur             | Deuxième              | Troisième             | Leader du classement général |
| - | ----------- | -------------------------------------------------------- | --------------------- | --------------------- | --------------------- | ---------------------------- |
| 1 | 19 octobre  | Ruddervoorde (Cyclo-cross de Ruddervoorde)               | Klaas Vantornout      | Simon Zahner          | Bart Aernouts         | Klaas Vantornout             |
| 2 | 2 novembre  | Sint-Michielsgestel (Cyclo-cross de Sint-Michielsgestel) | Wesley Van Der Linden | Martin Zlámalík       | Martin Bína           |                              |
| 3 | 23 novembre | Gavere (Cyclo-cross d'Asper-Gavere)                      | Wesley Van Der Linden | Bart Aernouts         | Enrico Franzoi        |                              |
| 4 | 30 novembre | Gieten (Cyclo-cross de Gieten)                           | Geert Wellens         | Martin Bína           | Wesley Van Der Linden |                              |
| 5 | 25 décembre | Diegem (Cyclo-cross de Diegem)                           | Wesley Van Der Linden | Martin Zlámalík       | Radomír Šimůnek jr.   |                              |
| 6 | 25 janvier  | Hoogstraten (Vlaamse Aardbeiencross)                     | Wesley Van Der Linden | Kevin Pauwels         | Klaas Vantornout      |                              |
| 7 | 8 février   | Raismes (Cyclo-cross Porte du Hainaut)                   | Wesley Van Der Linden | Bart Aernouts         | Klaas Vantornout      |                              |
| 8 | 21 février  | Vorselaar (GP Fidea)                                     | Klaas Vantornout      | Wesley Van Der Linden | Kevin Pauwels         | Wesley Van Der Linden        |

### Classement général
| Pos | Coureur               | Points |
| --- | --------------------- | ------ |
| 1   | Wesley Van Der Linden |        |
| 2   | Klaas Vantornout      |        |
| 3   | Martin Zlámalík       |        |

## Hommes juniors

### Résultats
| # | Date        | Lieu                                                     | Vainqueur           | Deuxième            | Troisième           | Leader du classement général |
| - | ----------- | -------------------------------------------------------- | ------------------- | ------------------- | ------------------- | ---------------------------- |
| 1 | 19 octobre  | Ruddervoorde (Cyclo-cross de Ruddervoorde)               | Niels Albert        | Maxime Debusschere  | Bart Verschueren    | Niels Albert                 |
| 2 | 2 novembre  | Sint-Michielsgestel (Cyclo-cross de Sint-Michielsgestel) | Thijs van Amerongen | Jempy Drucker       | Maxime Debusscheret |                              |
| 3 | 23 novembre | Gavere (Cyclo-cross d'Asper-Gavere)                      | Clément Lhotellerie | Niels Albert        | Thijs van Amerongen |                              |
| 4 | 30 novembre | Gieten (Cyclo-cross de Gieten)                           | Niels Albert        | Thijs van Amerongen | Bart Verschueren    |                              |
| 5 | 25 décembre | Diegem (Cyclo-cross de Diegem)                           | Niels Albert        | Jempy Drucker       | Rikke Dijkxhoorn    |                              |
| 6 | 25 janvier  | Hoogstraten (Vlaamse Aardbeiencross)                     | Niels Albert        | Thijs van Amerongen | Jempy Drucker       |                              |
| 7 | 8 février   | Raismes (Cyclo-cross Porte du Hainaut)                   | Niels Albert        | Thijs van Amerongen | Jempy Drucker       |                              |
| 8 | 21 février  | Vorselaar (GP Fidea)                                     | Niels Albert        | Maxime Debusschere  | Jeroen Dingemans    | Niels Albert                 |

### Classement général
| Pos | Coureur             | Points |
| --- | ------------------- | ------ |
| 1   | Niels Albert        |        |
| 2   | Thijs van Amerongen |        |
| 3   | Jempy Drucker       |        |